# Fontana di piazza della Rotonda
La fontana di piazza della Rotonda si trova al centro dell'omonima piazza di Roma, di fronte al Pantheon.

## Descrizione
Subito dopo il restauro dell'acquedotto dell'Aqua Virgo, terminato nel 1570, furono iniziati i lavori per una ramificazione sotterranea secondaria del condotto, in modo da raggiungere l'area dell'antico Campo Marzio, tra le zone più popolose di Roma, e venne di conseguenza progettata anche l'edificazione di un certo numero di fontane. Dopo quella di piazza del Popolo e le due alle estremità di piazza Navona (le fontane “del Moro” e “del Nettuno”), su incarico di papa Gregorio XIII Giacomo Della Porta, nel 1575, progettò anche la fontana di piazza della Rotonda, la cui realizzazione scultorea venne affidata a Leonardo Sormani.
Il disegno rientra nei canoni classici dellaportiani: una struttura poligonale (un quadrato, nello specifico), con i lati lobati, posta su una pedana della stessa forma, con tre gradini; l'acqua zampillava da un catino centrale e da quattro mascheroni ai lati. I mascheroni si ispiravano a quelli che lo stesso Della Porta stava realizzando, su disegno di Michelangelo, per il palazzo dei Conservatori, sulla piazza del Campidoglio. Probabilmente erano stati pensati, in origine, come ornamento alla fontana “dei Calderari”, quella all'estremità settentrionale di piazza Navona, visto che risultano essere praticamente uguali a quelli posti ad ornamento della fontana del Moro, quella meridionale della piazza.

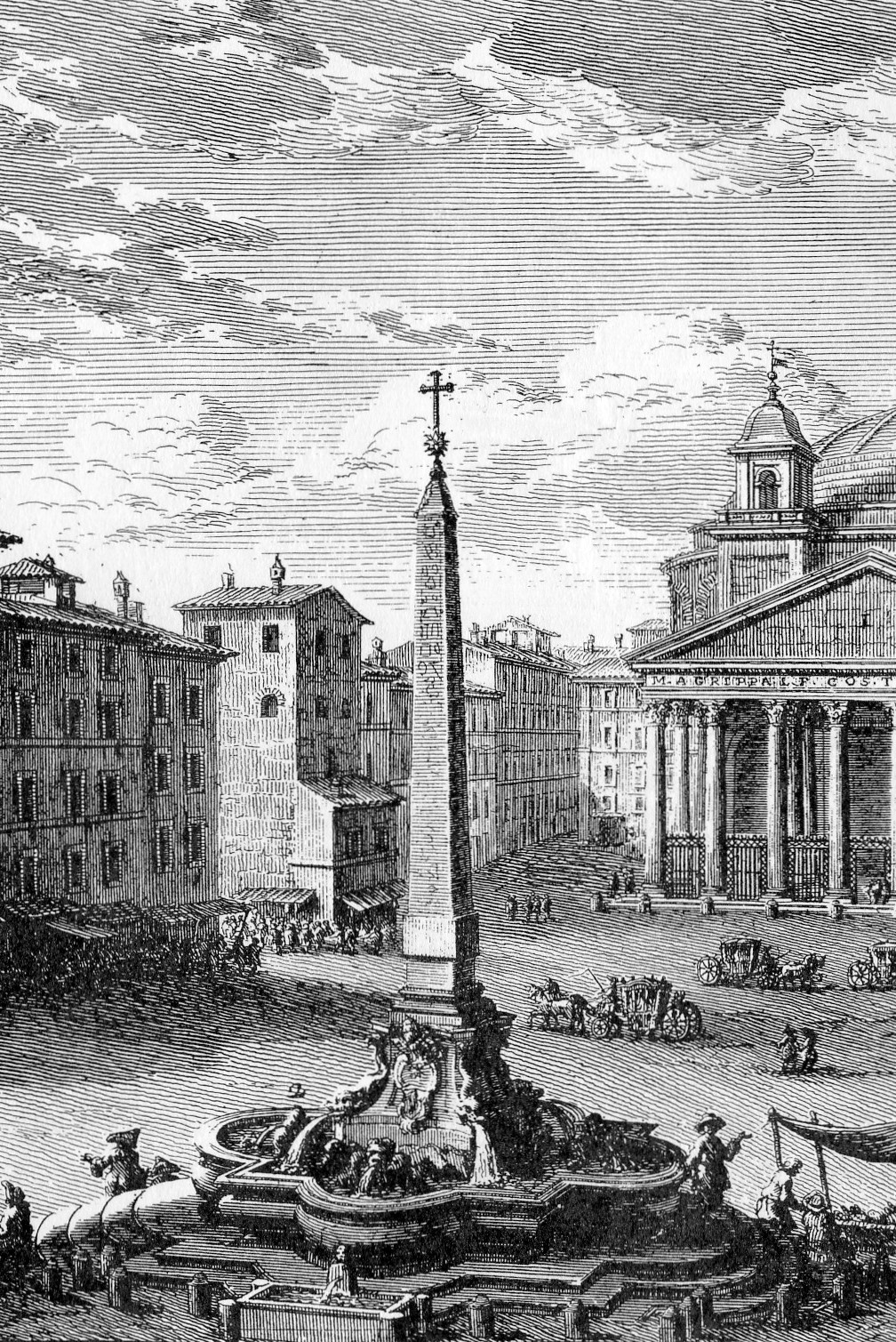
Particolare da un'incisione di Giuseppe Vasi

Con una procedura indicativa di quanto all'epoca fosse rilevante la dotazione di fontane e di come lavorassero i “fontanieri” (predisposizione di progetti “in serie” senza poter valutare le caratteristiche ambientali), la sua costruzione iniziò prima ancora che se ne fosse stabilita la collocazione definitiva. Solo ad opera conclusa, nel 1576, si scelse di posizionarla nel luogo dove attualmente si trova, che dai tempi di papa Eugenio IV (I metà del XV secolo) era occupato da una conca di porfido e due leoni in pietra.
Nel 1711 papa Clemente XI dispose un radicale restauro della fontana: venne eliminato il catino e sostituito con un gruppo di rocce e delfini che sostiene un piccolo obelisco egizio dell'epoca di Ramesse II, rinvenuto verso la fine del XIV secolo e posizionato allora davanti alla vicina chiesa di San Macuto. Venne inoltre ampliata e rialzata la base, che fu portata a cinque gradini (dalla parte del Pantheon, mentre sull'altro lato, a causa della pendenza, erano solo due).
Strettamente legata alla storia della fontana è quella, meno edificante, del mercato di pesce e ortaggi che si teneva quotidianamente nella piazza già all'epoca di Clemente XI, e le cui bancarelle arrivavano fino al colonnato del Pantheon. Solo in occasione di un restauro effettuato nel 1804 papa Pio VII riuscì a far trasferire il mercato in altre zone limitrofe (quello degli ortaggi a piazza Navona), e ridare decoro alla piazza, ma in un rapporto del 1836 si riporta che “… una turba di rivenditori di pesce ha preso di nuovo posto e permanenza nella parte superiore della piazza della Rotonda …”; per mantenere fresco e vivo il pesce, inoltre, i commercianti usavano immergere le nasse direttamente nella fontana. Solo nel 1847 si riuscirà definitivamente a rimuovere le bancarelle.
Nel 1886 i mascheroni (già asportati sei anni prima e trasferiti a Villa Borghese) vennero inspiegabilmente sostituiti con copie. Infine, nel 1928, il Comune di Roma eliminò le inferriate poste a protezione della fontana.

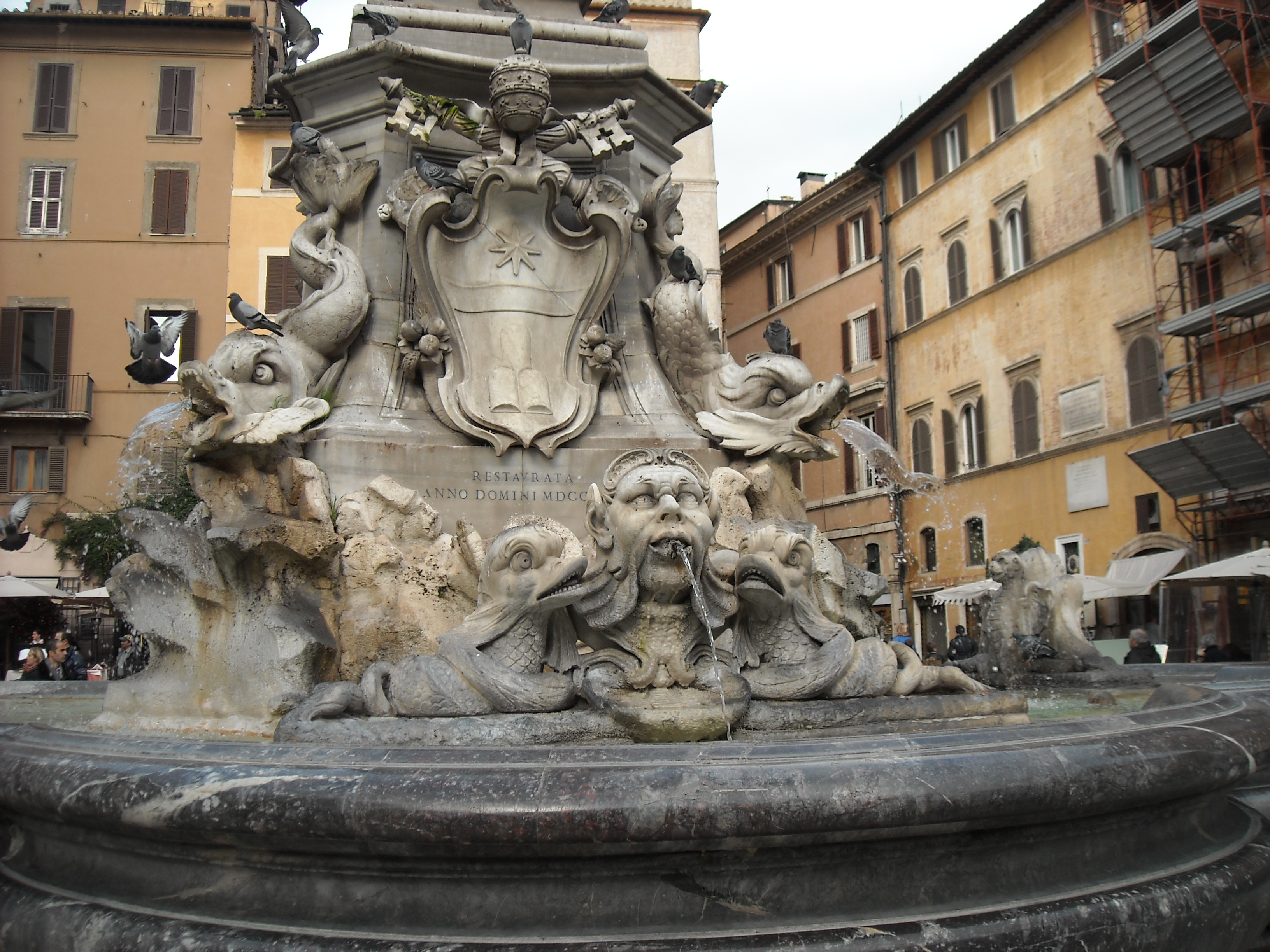
Particolare della base dell'obelisco

## Galleria d'immagini

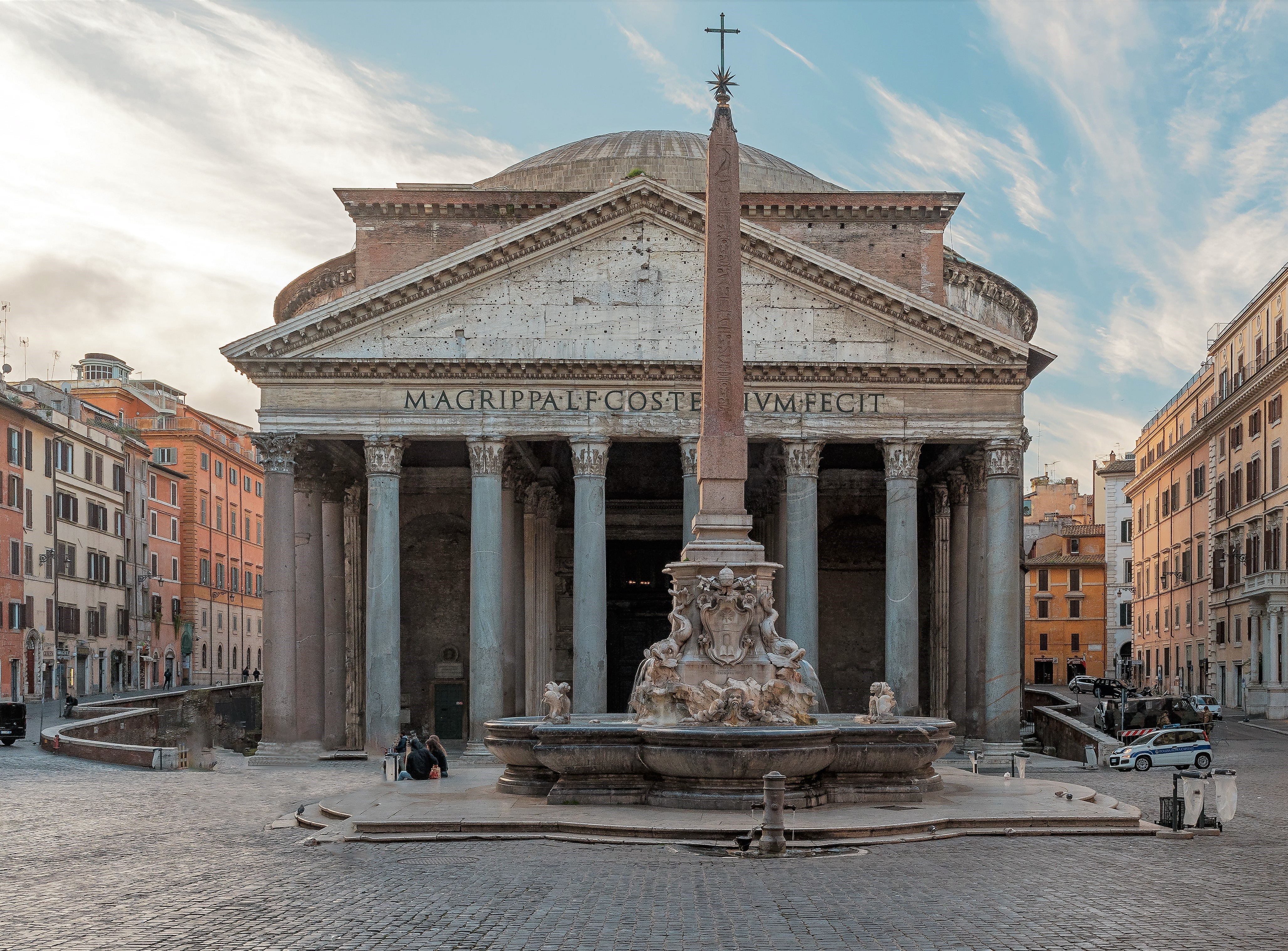
La fontana, di fronte al Pantheon
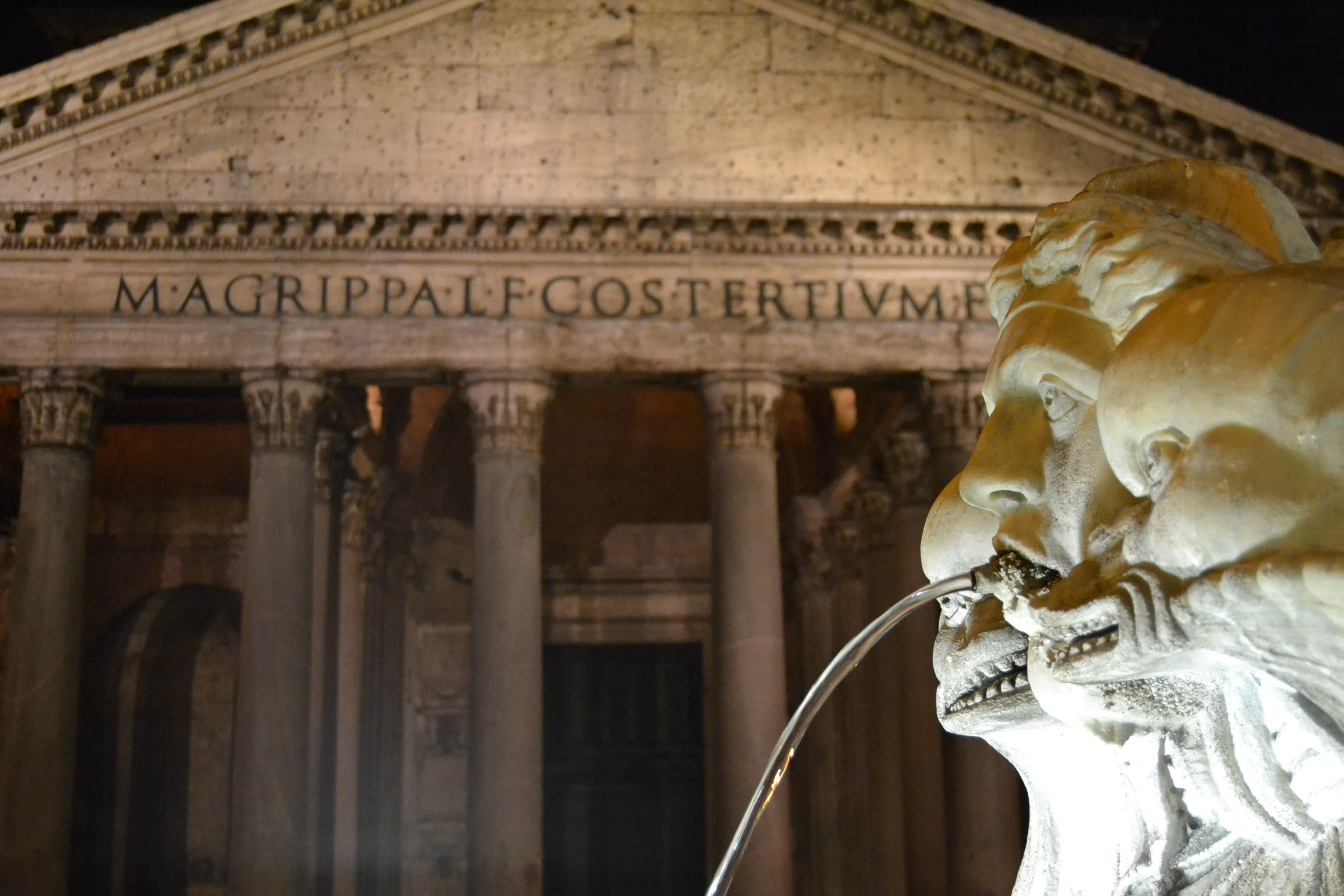
Fontana del Della Porta (particolare)
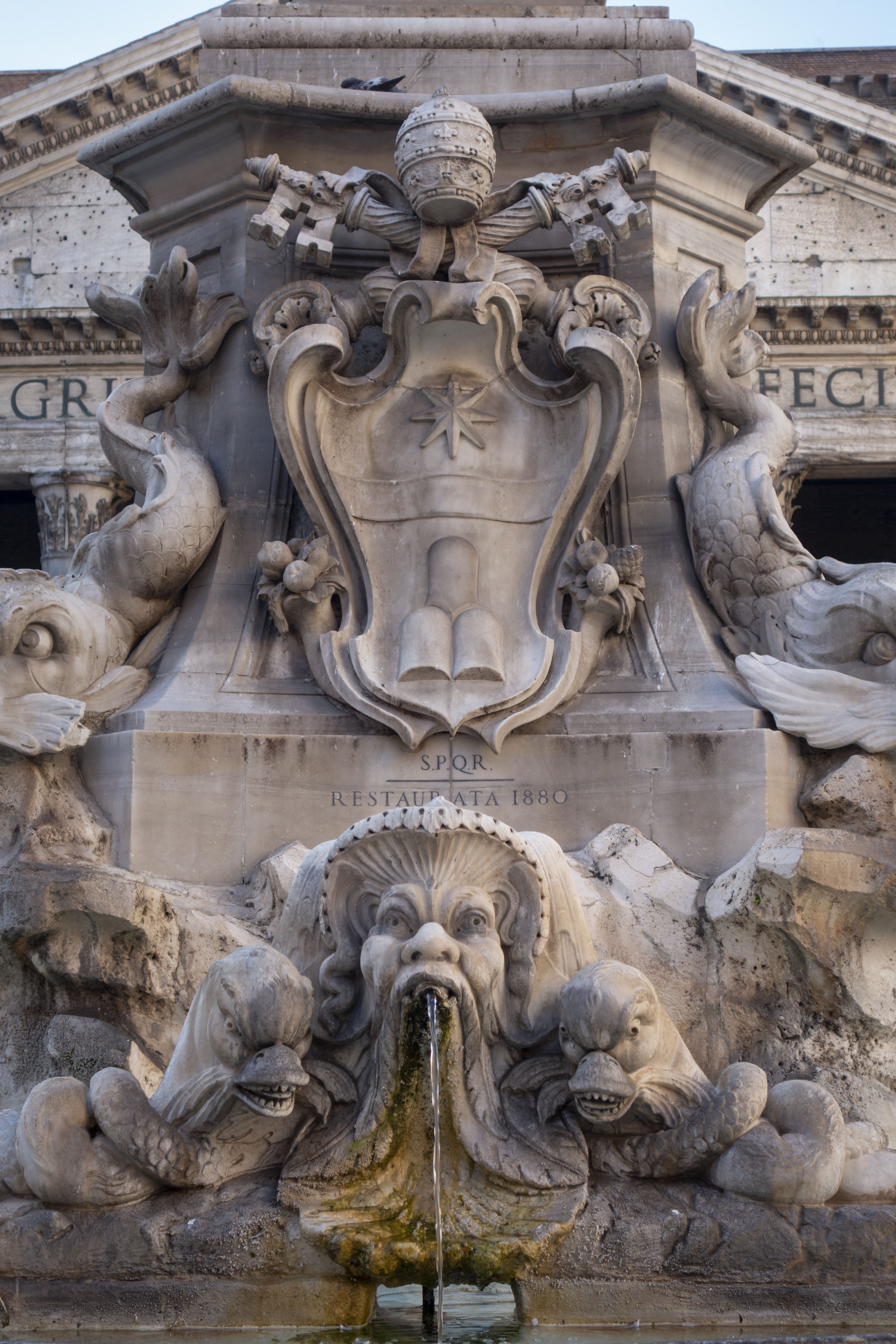
Particolare della base dell'obelisco
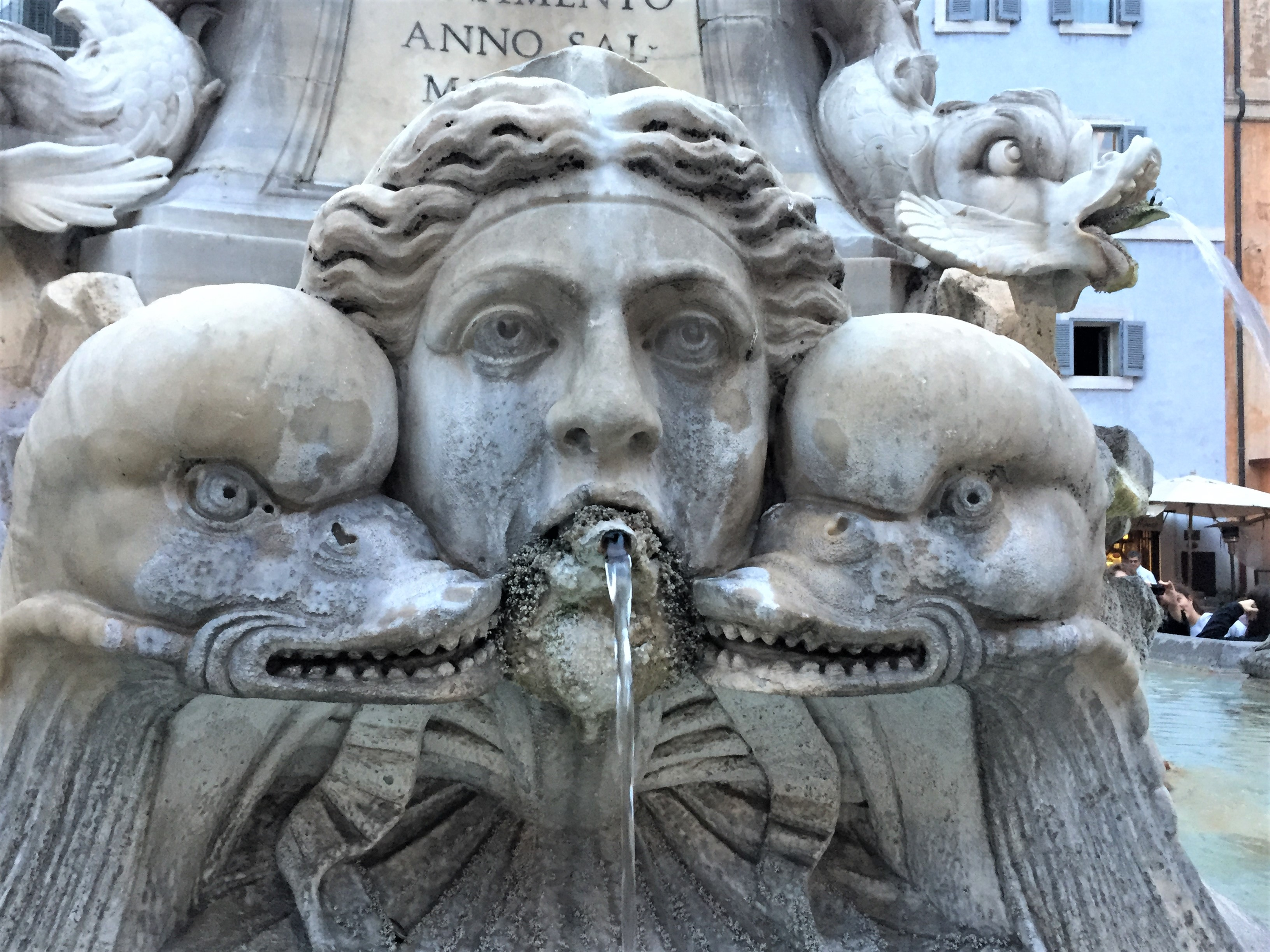
Altro dettaglio